# Акчурин, Сергей Евгеньевич
Сергей Евгеньевич Акчурин (настоящее имя — Серго; родился 29 мая 1952 года, Москва)— русский писатель, сценарист. Произведения в разные годы публиковались в СССР, России, Канаде, Финляндии и других странах.

## Биография
Родился и вырос в Москве, в Малом Харитоньевском переулке. После школы служил солдатом в войсках ПВО в Казахстане, в 1973–1977 годах учился на горном факультете Всесоюзного заочного политехнического института, ездил в экспедиции на Памир, в Норильск, на Курилы, на Камчатку.
Литературе учился самостоятельно. Первые рассказы были опубликованы в 1979 году в журнале «Литературная учёба», с предисловием Юрия Трифонова. С тех пор стал заниматься литературой, жил на литературные заработки. Поддерживал отношения с Трифоновым и его женой Ольгой, о которых после смерти писателя опубликовал воспоминания «Звоните в любое время».
Рассказы и повести Акчурина выходили в различных журналах, газетах и коллективных сборниках. По рассказу «Воздушный человек» режиссёр Игорь Апасян поставил короткометражный фильм «Утренний поезд» (ВГИК, 1981 год). По рассказу «Железная дорога» одноимённый короткометражный фильм снял режиссёр Алексей Илюхин (ВГИК, 1983 год).
Работал составителем военно-патриотического альманаха «Подвиг», рецензентом в московских издательствах «Молодая гвардия», «Художественная литература» и журнале «Дружба народов». Автор сценариев к двум полнометражным художественным фильмам: «Всё могло быть иначе» (1982 год) и «Диссидент» (1988 год).
С 1989 года — член Союза писателей СССР (впоследствии — Союза писателей России). В 1993 году окончил Высшие литературные курсы при Литературном институте имени А. М. Горького. Был членом приёмной комиссии Союза писателей России по секции прозы.
В начале 2000-х подолгу проживал в Финляндии. В этот период опубликовал несколько детских книг-сказок на английском языке в издательстве «Trafford Publishing» (Канада). Впоследствии они были переведены на русский язык и напечатаны в России. В эти годы также выходили очерки и рассказы в «Общеписательской литературной газете» («Русская тоска», «Лоскутное одеяло» и др.).
С 2016 года активно сотрудничает с журналом «Москва», в котором, помимо нескольких серий рассказов, были опубликованы три части философского романа «Божественное стадо».

## Оценки творчества
В предисловии к первой публикации рассказов Акчурина Юрий Трифонов писал:
«Мне кажется, в рассказах Сергея Акчурина проявились две важные черты его дарования: умение создать цельные художественные произведения на совершенно „ничтожном“ сюжете, на простых разговорах, вовсе не драматических, и умение показать поистине драматическую картину жизни с помощью нескольких разорванных, лёгких штрихов. Вроде бы не очень серьёзно, а на самом деле крайне серьёзно».
Писатель и критик Александр Трапезников в рецензии на книгу «Ма-Джонг» отмечал:
«Проза Акчурина […] отличается неповторимым стилем, психологической точностью, неординарными сюжетами и особенным колоритом — это как тонкий аромат духов, а порой и горький, невыразимый и непередаваемый. Как та же проза Бунина, как грустные рассказы Чехова, драматические повороты людских судеб в романах Толстого».
Елена Золотко, доктор философии, член правления Ассоциации журналистов и писателей Канады, писала в предисловии к книге «Ма-Джонг»:
«Меня не удивило то, с каким интересом было встречено в Канаде издание произведений Сергея Акчурина на английском языке. Среди них — несколько чудесных детских сказок, опубликованных впервые. Надеюсь, что с этой частью творчества автора российский читатель ознакомится в ближайшее время». 

## Избранная библиография

### Издания на русском языке
- Рассказы / Предисл. Ю. В. Трифонова // Литературная учёба. — 1979. — №1.
- Звоните в любое время: Из воспоминаний о Ю. В. Трифонове // Литературная учёба. — 1982. — №6. — C. 230–233.
- Воздушный человек: Повести и рассказы / Предисл. Ю. В. Трифонова. — М.: Молодая гвардия, 1989. — 201, [7] с. — 50 000 экз. — ISBN 5-235-00519-8[13].
- Татаре: Повесть // Московский вестник. — 1993. — №2.
- Свисток: Роман // Московский вестник. — 1999. — №3.
- Повести. — М.: Академия поэзии, 2000. — 248 с. — 1000 экз. — ISBN 5-93670-001-1.
- Три женщины в красном: Рассказ // Бог угрозыска. — М.: АКПРЕСС, 2009. — ISBN 978-5-91293-057-7.
- Ма-Джонг: Избранное / Предисл.: Е. Золотко; И. Николенко. — М.: У Никитских ворот, 2013. — 304 с. — 3000 экз. — ISBN 978-5-91366-609-3.
- Божественное стадо: Роман. — М.: У Никитских ворот, 2019. — 488 с. — 100 экз. — ISBN 978-5-0095-691-5 (второе издание — 2021, 300 экз.).
- Место, где были сны: Сборник рассказов. — М.: У Никитских ворот, 2020. — 280 с. — (Серия «101 прозаик XXI века»). — 500 экз. — ISBN 978-5-00170-138-5.

### Издания на английском языке
- Starry Nonsense: Fairy tale / Ill. by Oma Orrel. — Victoria (BC): Trafford Publishing, 2009. — ISBN 978-1-4269-0896-5.
- Canadian Story: Fairy tale: Fairy tale / Ill. by Irina Smirnova. — Victoria (BC): Trafford Publishing, 2011. — ISBN 978-1-4269-5215-9.
- Blackie & The Magic Stone: Fairy tale / Ill. by Elena Koudryashova. — Victoria (BC): Trafford Publishing, 2011. — ISBN 978-1-4269-6337-7.
- Blackie and the Wind: Fairy tale / Ill. by Liza Tretyakova. — Victoria (BC): Trafford Publishing, 2012. — ISBN 978-1-4669-4322-3.
- Blackie and the Glacier: Fairy tale / Ill. by An-Stefaniya. — Victoria (BC): Trafford Publishing, 2013. — ISBN 978-1-4907-1435-6.

## Литературные премии и награды
- Медаль Московской городской организации Союза писателей России «55 лет Московской городской организации Союза писателей России» (2009 год).
- Финалист большого Всеканадского конкурса сказок «Rainbow Caterpillar» — вторая премия за сказку «Blacky & the Glacier» (2013 год)[14].
- Памятная медаль «200-летие М. Ю. Лермонтова» (2014 год).
- Лауреат премии журнала «Москва» в номинации «Проза» (2016 год)[15].
- Лауреат II Международной литературной премии имени Исаака Бабеля, присуждаемой в Одессе за лучший рассказ на русском языке (2018 год)[16].
- Медаль имени И. А. Бунина Московской городской организации Союза писателей России «За верное служение русской литературе» (2019 год).

## Семья
Прадед — Вячеслав Павлович Успенский, сын статского советника Павла Николаевича Успенского, служившего в Харьковском политехническом институте, политэмигрант, революционер-большевик, в 1920-е годы — основатель и организатор издательства «Теакинопечать», первый издатель журналов «Советский экран» и «Советское кино». Был обвинён в троцкизме и снят с должности. 28 марта 1929 года покончил жизнь самоубийством.
Прабабушка — Евлалия Яковлевна Успенская (урождённая Ган-Демчинская), сотрудница Коминтерна, меньшевичка, переводчица на русский язык трудов Маркса и Фурье. Её отец — Яков Эдуардович Ган, член правления Харьковского общества взаимного кредита, мать — Мария Петровна Ган-Демчинская, дочь Петра Демчинского, поручика Псковского мушкетёрского полка.
Бабушка — Клавдия Вячеславовна Акчурина-Успенская (1902–1978), доцент кафедры истории музыки Московской консерватории. Её сестра — Евлалия Вячеславовна Ольгина (1904–1986), актриса.
Дедушка — Абдрахман Калимович (Калимуллович) Акчурин (1903–1967), полковник бронетанковых войск, участник Великой Отечественной войны и войны с басмачами в Средней Азии, прототип героя художественного фильма режиссёра Михаила Ромма «Тринадцать».
Мать — Эдибэ Абдрахмановна Акчурина (род. в 1926), врач, заместитель главного врача больницы Академии наук СССР.
Отец — Евгений Семёнович Ермаков (род. в 1926), инженер, участник Великой Отечественной войны, лауреат Государственной премии СССР (1984 год), профессор.
В 1975–1979 годах был женат на Наталии Григорьевне Гусаровой (род. в 1955). Их сын — Александр Сергович Акчурин (род. в 1979).
С 2016 года женат на Наталье Ивановне Васильевой.